# Base antarctique McMurdo
La base antarctique McMurdo est une base américaine antarctique située dans le sud de l'île de Ross. Elle sert de port logistique pour la moitié du continent. La station est située sur la dépendance de Ross, territoire revendiqué par la Nouvelle-Zélande, possédant la base Scott à cinq kilomètres.

## Historique et description
La base, construite en 1956, s'appelait initialement Naval Air Facility McMurdo, du nom d'Archibald McMurdo dont le site fut découvert par l'explorateur anglais Robert Falcon Scott. Elle comporte un port, trois aéroports, un héliport et plus de cent bâtiments, dont l'un des rares lieux de culte du continent antarctique, la chapelle des Neiges. La station compte aux alentours de 1 000 personnes en été, mais pas plus de 200 en hiver. La majorité de la population travaille dans le domaine des sciences. 
La base reçoit 30 000 mètres cubes de carburant et 5 000 tonnes de fournitures et d'équipements par an dans le cadre de son opération de réapprovisionnement Deep Freeze.
Il existait un réacteur nucléaire PM-3A de 1,8 mégawatt en service de mars 1962 a septembre 1972 et démantelé en 1979 : une plaque commémorative détaillant l'histoire de la centrale, érigée en 2010 à Observation Hill, est classée parmi les sites et monuments historiques de l'Antarctique.
Le site abrite le centre Albert P. Crary (CSEC), l'Observation Hill et une dépendance de la National Science Foundation.
La base de McMurdo est le point de lancement de nombreux ballons stratosphériques, qui bénéficient de la circulation très régulière des vents en Antarctique pour pouvoir effectuer un ou plusieurs tours de ce continent avant d'être récupérés très près de leur point de lancement. Parmi les expériences récentes lancées depuis cette base, l'expérience BOOMERanG, dédiée à la cosmologie par l'étude des anisotropies du fond diffus cosmologique, a été réalisée en 1998 et 1999.
La base tire son nom du détroit de McMurdo, nommé ainsi en mémoire d'Archibald McMurdo, membre de l'expédition Erebus et Terror.
Depuis 2006, la station est reliée à la base antarctique Amundsen-Scott (Pôle Sud) par l'autoroute du pôle Sud de 1 600 kilomètres de long.
Le 12 décembre 2018, deux techniciens contractuels travaillant sur le système anti-incendie de la centrale électrique de la base sont retrouvés morts à la suite d'un dégagement de fumée.

## Climat
La base antarctique McMurdo possède un climat inlandsis (Köppen: EF) avec des étés froids et des hivers extrêmement glacials. Les temps maximales ne montent que jusqu'à −0,4 ºC en décembre et −22,7 ºC en août; tandis que les temps minimales descendent jusqu'à −4,4 ºC en décembre et −29,5 ºC en août. Les précipitations annuelles sont basses: environ 213 mm, et la base reçoit 148,4 cm de neige annuellement. La température la plus élevée enregistrée est de 10,8 ºC le 21 décembre 1987. Dans les Vallées sèches de McMurdo proches, la fonte des neiges est suffisante de permettre la croissance des lichens, des mousses, des algues et des cyanobactéries.
| Mois                                            | jan.  | fév.  | mars  | avril | mai   | juin  | jui.  | août  | sep.  | oct.  | nov.  | déc. | année |
| ----------------------------------------------- | ----- | ----- | ----- | ----- | ----- | ----- | ----- | ----- | ----- | ----- | ----- | ---- | ----- |
| Température minimale moyenne (°C)               | −4,6  | −11,4 | −21,3 | −23,4 | −26,5 | −26,8 | −28,4 | −29,5 | −27,5 | −19,8 | −10,9 | −4,4 | −19,7 |
| Température maximale moyenne (°C)               | −0,6  | −7,3  | −16,2 | −17,3 | −21   | −20,4 | −21,7 | −22,7 | −20,8 | −14,3 | −6,5  | −0,4 | −14,2 |
| Record de froid (°C)                            | −22,1 | −25   | −43,3 | −41,9 | −44,8 | −43,9 | −50,6 | −49,4 | −45,1 | −40   | −28,5 | −18  | −50,6 |
| Record de chaleur (°C)                          | 10,2  | 5,9   | −1,1  | 0     | −1,3  | 3,3   | −4,4  | −2    | −3,7  | 4,5   | 10    | 10,8 | 10,8  |
| Précipitations (mm)                             | 16    | 29    | 15    | 18    | 21    | 28    | 17    | 13    | 10    | 20    | 12    | 14   | 213   |
| dont neige (cm)                                 | 6,6   | 22,4  | 11,4  | 12,7  | 17    | 17,8  | 14    | 6,6   | 7,6   | 13,5  | 8,4   | 10,4 | 148,4 |
| dont nombre de jours avec précipitations ≥ 1 mm | 2,6   | 4,7   | 3,2   | 4,5   | 5,5   | 5,7   | 4,7   | 4,1   | 3     | 3,2   | 2,4   | 2,5  | 46,1  |
| Humidité relative (%)                           | 66,7  | 65,2  | 66,6  | 66,6  | 64,2  | 62,4  | 60,2  | 63,4  | 55,8  | 61,4  | 64,7  | 67   | 63,7  |
| Nombre de jours avec neige                      | 12,8  | 17,6  | 17,8  | 16,4  | 16,2  | 15,6  | 15,3  | 14,5  | 13,3  | 14,5  | 13,5  | 13,8 | 181,3 |

## Film documentaire
Un film documentaire de l'Allemand Werner Herzog intitulé Rencontres au bout du monde (Encounters at the End of the World) et sorti en 2007, traite en grande partie de la vie des habitants de McMurdo.

## Films de cinéma
Un film original de Christian Nyby et Howard Hawks ("La chose d'un autre monde", 1951), inscrit au National Film Registry en 2001, un remake de John Carpenter ("The thing", 1982), deux "prequel" de Matthijs van Heijningen Jr. ("The thing", 2011), et Rui Constantino ("The thing returns", 2021) sont censés se dérouler sur la base de McMurdo et aux environs (mais en réalité ne sont pas tournés en Antarctique). Ils sont adaptés ou s'inspirent de la nouvelle "Who goes there ?" de John W. Campbell, 1938.
La base de McMurdo est brièvement présente dans le premier épisode de la série Stargate Atlantis.